# Grand M.
 (février 2023).
Grand M, de son vrai nom Mohamed Nantoume, né le 14 décembre 2000 à Bamako au Mali, est un comédien et musicien malien qui est devenu célèbre en raison de son rire et de son expression faciale uniques,.

## Biographie

### Enfance
Grand M vient du Mali, en Afrique de l'Ouest. Il est né le 14 décembre 2000. Il vient de la maison de Natoume,.
Bien que ses parents soient à faible revenu, ils ont veillé à ce que Mohamed et ses frères et sœurs aient eu une bonne vie. Il a grandi à Bamako, la capitale du Mali. Il a une petite stature. C'est un pygmée,.

### Éducation
Grand M a terminé ses études primaires et secondaires à Bamako, au Mali,.

### Carrière
En tant que jeune garçon, le rêve de Grand M était de devenir un footballeur professionnel. Il aimait beaucoup le football et passait toujours son temps libre à pratiquer ce sport. En raison de sa petite taille et de son faible poids corporel, on s'est souvent moque de lui quand il était enfant. Cette moquerie ne s'est pas arrêtée même à l'adolescence,.
Néanmoins, il a choisi de ne pas laisser toutes ces expériences diminuer son estime de soi et a regardé du bon côté de sa situation.Il a commencé à faire des visages drôles qui ont toujours fait éclater ceux qui l'entourent de rire. Les gens ont commencé à prendre ses photos et à les transformer en mèmes,.
En peu de temps, ses mèmes sont devenus viraux sur l'application de médias sociaux, WhatsApp, alors que des milliers de personnes à travers le monde ont commencé à les utiliser. En faisant avancer sa carrière, il a commencé à laisser tomber des vidéos drôles sur Instagram qui sont également devenues virales et de nombreuses personnes ont commencé à le suivre pour bien rire. Une chose particulière à propos de ses vidéos qui fait rire les gens est la façon dont il roule les yeux,,.
Son contenu est unique et il est devenu le plus grand comédien de médias sociaux au Mali et l'un des plus grands d'Afrique. Selon Mohamed, il a choisi le nom de scène Grand M en l'honneur de sa star de football préférée, Lionel Messi. Outre la comédie, Grand M est également chanteur et a sorti quelques singles. Sa chanson la plus populaire s'intitule Messi. Le comédien a une grande admiration pour le populaire musicien latino J. Balvin,,.

### Médias sociaux
Grand M est actif sur Instagram et publie des vidéos et des photos drôles de lui-même chaque semaine.

### Vie personnelle
À 21 ans, Grand M est du groupe ethnique Dogan au Mali. C'est un musulman. L'une des personnes qu'il admire en tant que memeter est l'acteur nigérien PawPaw (Osita Iheme).
Pendant son anniversaire[Lequel ?], l'une de ses fans, une européenne, a cuit trois gâteaux avec ses photos de marque sur le dessus. Une autre fan féminine a tatoué son visage sur son bras,.

### Valeur nette
Grand M, est populaire sur les médias sociaux, il a une valeur nette estimée entre 100 000 $ à 500 000 $.